# Can't Leave
"Can't Leave" (em coreano: 떠나지 못해; também conhecida como "Sleepless Night") é uma balada interpretada pela boy band sul-coreano Shinee. A canção foi incluída como faixa em seu terceiro álbum de estúdio Chapter 2. Why So Serious? – The Misconceptions of Me lançado em 26 de abril de 2013 sob o selo da SM Entertainment. A canção foi escolhida como um dos singles promocionais do álbum.

## Produção e antecedentes
"Can't Leave" é uma canção pop-balada suave acompanhada por melodias agridoces de piano. A canção foi produzida pelo compositor canadense, Matthew Tishler, em sua estreia com SHINee, embora já tivesse trabalhado com agência SM Entertainment antes. Tishler previamente coproduziu a canção "Don't Know What To Say" de BoA e "She" TVXQ. O produtor musical coreano Im Kwang Ok também trabalhou extensivamente na música. Seu companheiro de gravadora Shim Changmin do TVXQ escreveu a letra da canção. Choi Minho contribuiu para a parte do rap da canção, além de três outras canções do álbum.
A canção foi colocada como faixa no terceiro álbum de estúdio do grupo. "Can't Leave" fala sobre "duas pessoas que sabem que são ruim um para o outro, mas não consigo se separar".

## Recepção da crítica
O site de notícias DE K-Pop Allkpop comentou que a canção soava como algo que TVXQ poderia ter realizado. O crítico continua que "não pode deixar", em vista do estilo, foi a faixa mais fora colocado no projeto, uma vez que contou com vocais emocionais do grupo e harmonias apertados para realizá-lo, em vez de um arranjo dramático. "... a mudança reflete a honestidade da canção, em contraste com as visões distorcidas de outras músicas ..." concluiu o revisor.
Seoulbeats estava satisfeito com a música, citando que "Can't Leave" não foi mais produzida, tinha instrumentação limpa e uma estrutura simples. O crítico apreciou as letras simples que falam de saudade e solidão, que na normalidade deve ser padrão estoque, mas "seguindo todo o às vezes metáforas trabalhou nas faixas anteriores, é como uma lufada de ar fresco". O blog também elogiou o "fluxo natural" da peça, a forma como os vocais ligeiramente sobrepostas, e que cada membro tem a chance de brilhar.
Hallyu Smash! honrou a balada dando uma classificação 5 de 5, exclamando que "leva as pessoas às lágrimas". O crítico apontou o que combinava com a vibração de amor desesperado de álbum, mas não tem a escuridão de outras [faixas] e também elogiou as letras, dizendo que "todo o mundo pode se identificar com esses sentimentos de querer algo para trabalhar fora tão ruim ... e dói como nada mais quando se desfaz". Dinoseoul disse que era sua faixa favorita do álbum e que o grupo não fez algo parecido em um longo tempo.

## Performances ao vivo
A primeira apresentação ao vivo de "Can't Leave" foi na 'Music Spoiler' Dream Girl premier e conferência de imprensa que foi gravado em 14 de fevereiro de 2013 a Olympus Hall, Gangnam District. Foi a sua única canção a ser realizada a partir das 18 faixas que foram incluídos em suas duas partes do terceiro álbum de estúdio coreano sob o título de Dream Girl. A canção também foi a única faixa da segunda parte do álbum a ser executada durante o Dream Girl Showcase, ao lado de músicas da primeira pate do álbum incluindo "Aside", "Beautiful" e "Dream Girl". O evento foi realizado em 20 de fevereiro de 2013 e transmitido ao vivo pela Naver em seu site.

## Desempenho nas paradas
| Gráfico                     | Melhores posições |
| --------------------------- | ----------------- |
| Gaon Weekly singles         | 100               |
| Gaon Download Singles chart | 53                |